# Alfred Lacroix
Antoine François Alfred Lacroix (Mâcon, Saône-et-Loire, 4 de fevereiro de 1863 — Saône-et-Loire, 12 de março de 1948), mais conhecido por Alfred Lacroix, foi um geólogo e mineralogista francês.
Foi laureado com a medalha Wollaston pela Sociedade Geológica de Londres em 1917 e, em 1930, recebeu a medalha Penrose pela Sociedade Geológica da América.

## Obras
- "La Montagne Pele
- "Mineralogie de la France.